# Санте-Мария
Санте-Мария (итал. Sante Marie) — коммуна в Италии, расположена в регионе Абруццо, подчиняется административному центру Л’Акуила.
Население составляло 1304 человека (на 2005 год), плотность населения составляет 32,6 чел./км². В 2019 количество населения уменьшилось до 1147 человек. Занимает площадь 40 км². Почтовый индекс — 67067. Телефонный код — 0863.
Покровителем коммуны почитается святой Кирик. Праздник ежегодно празднуется 14 июля.

## История
Самое старое упоминание о городе относится к 1187 году, когда он упоминается в Каталоге баронов, составленном при Вильгельме II Добром, в 1188 году в папской булле Климента III упоминается церковь Санта-Мария в Марсике. В то время город Санте-Мария относился к владениям Понтибусов, Тальякоццо и Тремонти. С 1294 года до конца XV века местностью владела семья Орсини, затем род Колонна. Потом город был под властью испанцев и до 1806 года, когда были отменены вотчины указом Жозефа Бонапарта, короля Неаполя, землёй владели Колонна.